# Le Verdon-sur-Mer

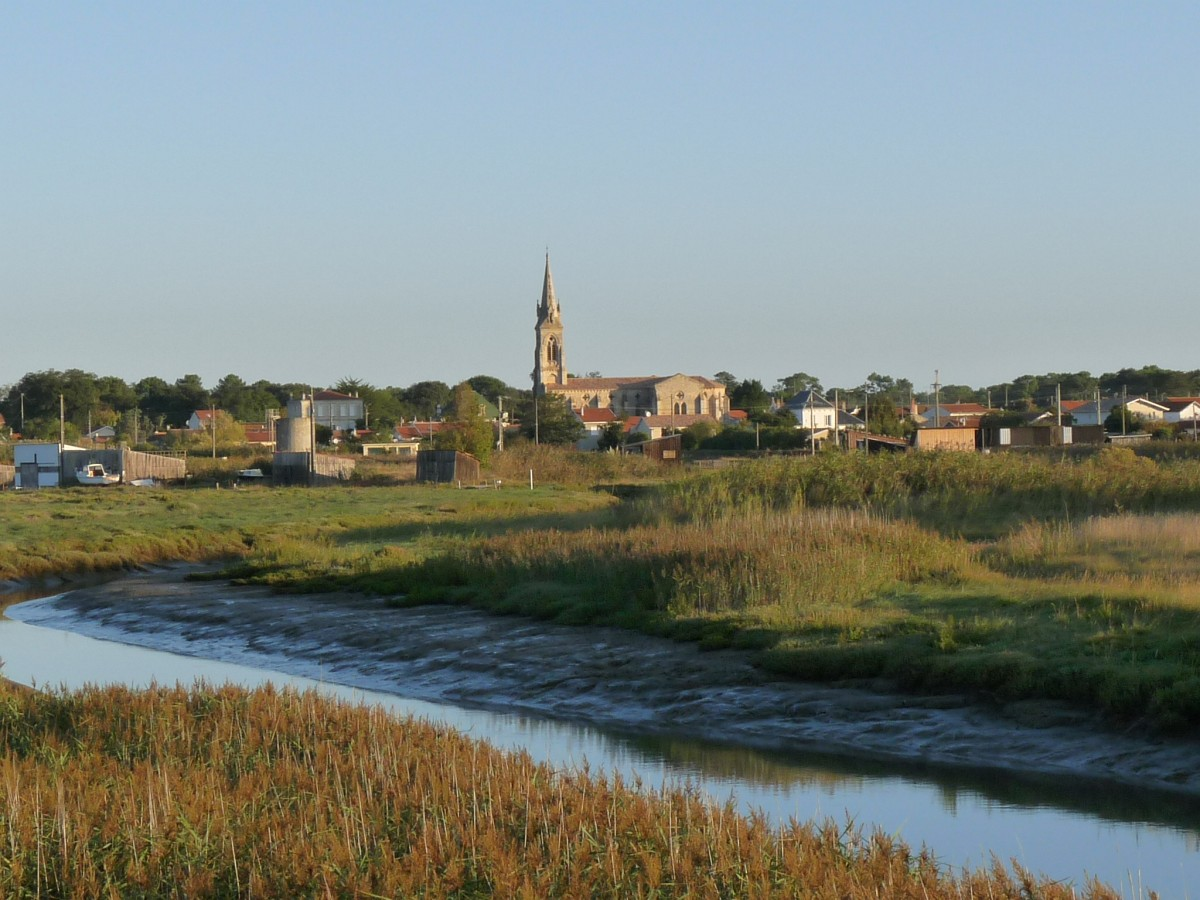
Le Verdon-sur-Mer von Süden

Le Verdon-sur-Mer [lə vɛʁdɔ̃ syʁ mɛʁ] ist eine französische Gemeinde mit 1.389 Einwohnern (Stand 1. Januar 2022) im Département Gironde in der Region Nouvelle-Aquitaine. Sie gehört zum Arrondissement Lesparre-Médoc.

## Geografie

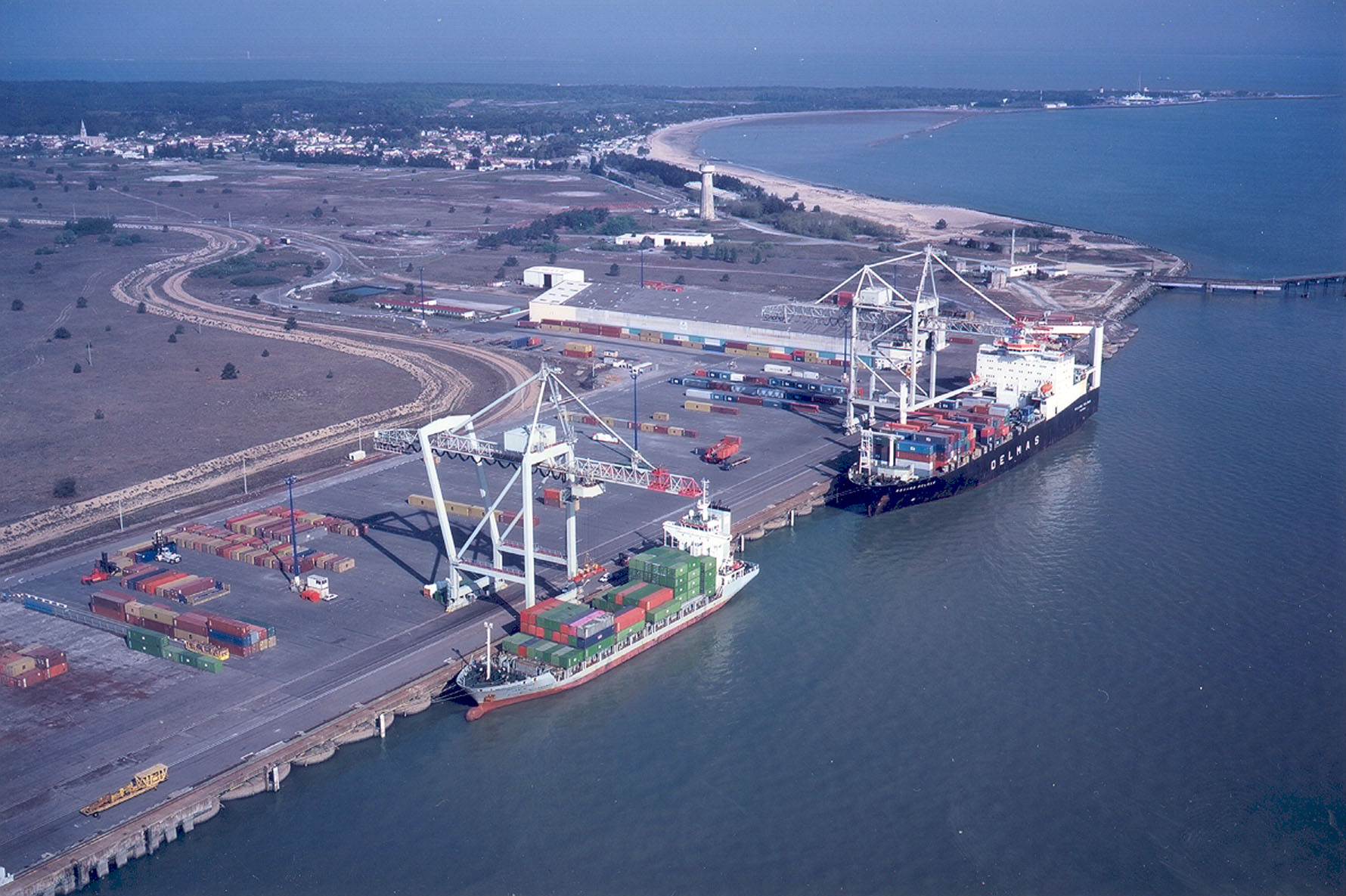
Containerschiffe im Hafen

Le Verdon-sur-Mer liegt an der Nordspitze der Halbinsel Médoc zwischen Atlantik und dem Ästuar der Gironde. Sie ist damit die nördlichste Gemeinde des Departements Gironde. Das Gemeindegebiet gehört zum Regionalen Naturpark Médoc.

## Geschichte
Im elften Jahrhundert existierte auf dem Gebiet des späteren Le Verdon ein Priorat, das dem Kloster Cluny zugehörig war. Bis 1874 gehörte Le Verdon zur wenige Kilometer südwestlich gelegenen Gemeinde Soulac; seit 1911 wird es offiziell Le Verdon-sur-Mer genannt.
Im Zweiten Weltkrieg bestand in Le Verdon eine deutsche Befestigung, die der Sicherung der Gironde dienen sollte.
Seit 1860 signalisiert bereits der dritte Leuchtturm bis heute weithin sichtbar über die Pointe de Grave die südliche Mündung der Gironde.
Im Jahr 2009 entstand vor der Küste unweit des Leuchtturm von Cordouan eine neue, bisher offiziell unbenannte Insel, die bis zum Jahr 2010 auf 44.000 m² anwuchs.

## Bevölkerungsentwicklung
| Jahr                      | 1962 | 1968 | 1975 | 1982 | 1990 | 1999 | 2012 | 2016 |
| Einwohner                 | 1554 | 1630 | 1648 | 1616 | 1344 | 1274 | 1377 | 1343 |
| Quelle: Cassini und INSEE |      |      |      |      |      |      |      |      |

## Verkehr
Bordeaux ist über die Departementsstraße D 1215 (ehemalige Nationalstraße N 215) erreichbar und liegt knapp 100 Straßenkilometer entfernt. Von der Pointe de Grave besteht eine Fährverbindung über die Gironde nach Royan (Dauer der Überfahrt ca. 20 Minuten).
Die zunächst isolierte Bahnstrecke von Bordeaux-Saint-Louis erreichte den Ort im Jahr 1875, Erbauer und Betreiber war die Eisenbahngesellschaft Compagnie du chemin de fer du Médoc. 1911 wurde diese von der Compagnie des chemins de fer du Midi (Midi) aufgekauft und die Strecke 1917 über die Ringstrecke Bordeaux mit dem übrigen französischen Eisenbahnnetz verbunden. Im Jahr 1933 wurde der Hafen an die Strecke angeschlossen; für wenige Jahre diente dort die von Personenzügen befahrbare Pier Môle d’Escale als tidenunabhängiger Anleger für Transatlantikschiffe. Dieser Anleger wurde von den deutschen Truppen vor ihrem Rückzug von der Halbinsel Médoc gesprengt.
Aktuell wird Le Verdon von Regionalzügen des TER Nouvelle-Aquitaine der Relation Bordeaux-Saint-Jean–Pointe de Grave bedient.

## Sehenswürdigkeiten
- Leuchtturm von Cordouan
- Leuchtturmmuseum im Leuchtturm Phare de Grave